# Limenitis pythonissa
Limenitis pythonissa är en fjärilsart som beskrevs av Miller 1859. Limenitis pythonissa ingår i släktet Limenitis och familjen praktfjärilar. Inga underarter finns listade i Catalogue of Life.